# Die Schwester, Der Pfleger
Die Schwester Der Pfleger (Schreibweise auch: Die Schwester | Der Pfleger) ist eine deutsche Fachzeitschrift für Pflegeberufe. Sie erscheint monatlich seit 1962 im Bibliomed-Verlag, einer Tochter des Unternehmens B. Braun Melsungen. Der Verantwortliche Redakteur ist seit 2022 Stephan Lücke.
Mit einer verkauften Auflage von 30.784 ist Die Schwester Der Pfleger die meistabonnierte Fachzeitschrift für Pflegefachpersonen. Seit Juli 2006 ist die Zeitschrift offizielles Organ des Deutschen Berufsverbandes für Pflegeberufe (DBfK). Die Zielgruppe sind Angehörige der Pflegeberufe. Themen der Zeitschrift sind aktuelle Entwicklungen in der Pflegepraxis, der Pflegewissenschaft, 
dem Pflegemanagement und der Pflegebildung. 
Seit 2011 existiert der Internetauftritt – zunächst unter dem Namen Station 24, seit 2017 zu finden unter BibliomedPflege. Das Portal ist als Ergänzung zur Printausgabe zu verstehen. So kann z. B. das Abo der Printausgabe mit einem zusätzlichen Online-Abo kombiniert werden. 
Von 1962 bis 1974 lautete der Titel Die Schwester: eine Zeitschrift für Krankenpflege.